# Церковь Покрова Пресвятой Богородицы (Козловка)
Церковь Покрова Пресвятой Богородицы — бывший православный храм в селе Козловка Майнского района Ульяновской области. Построена в 1899 году. С 1999 года — объект культурного наследия (памятник истории и культуры).

## История
В 1899 году в сельце Козловке была построена каменная тёплая церковь. Храм был приписной к Покровской церкви села Копышовка. Престол в нём в честь Покрова Пресвятые Богородицы. Причт состоял из священника, дьякона и псаломщика.
После закрытия храма в советский период в здании церкви сделали склад зерна колхоза «Родина». Сейчас церковь заброшена, пустует и разрушается.
Рядом с церковью находится родник — святой источник Покрова Пресвятой Богородицы.
Решением Ульяновского областного Совета народных депутатов трудящихся от 12.02.1990 г. № 79 и Распоряжением Главы администрации Ульяновской области от 29.07.1999 г. № 959-р, церковь в селе Козловка является объектом культурного наследия (памятником истории и культуры) регионального значения. 

## Описание
Церковь Покрова Пресвятой Богородицы возвышается посреди поля. Церковь выстроена по традиционной схеме и состоит из четверика храма с пятигранной апсидой, вытянутой прямоугольной  трапезной и примыкающей к ней с запада трёхъярусной колокольни (сохранилось два яруса). Верхний ярус колокольни и завершение храма не сохранились. Судя по сохранившимся в храме тромпам, храм был перекрыт восьмилопастным сомкнутым сводом либо имел вторым ярусом восьмигранный барабан. Вход на южном фасаде храма в советское время был расширен для проезда автомобилей. Основные габариты церкви 28,4 × 8,9; кирпич — 35 × 12 × 7 см. Апсида, храм, трапезная и колокольня, расположенные по оси восток—запад, образуют в плане вытянутый крест. Храм имеет два яруса оконных проёмов: в нижнем ярусе располагаются два высоких арочных окна и входной проём, обрамлённый архивольтами с килевидными завершениями, а в верхнем — круглые проёмы и круглый медальон над входом. Нижний ярус колокольни также имеет два ярусных проёма, оформленных как проёмы храма. Прямоугольные окна трапезной и апсиды украшены узорными наличниками. В некоторых окнах сохранились кованые решётки. На стенах апсиды имеются три ниши, в которых размещены кресты. Углы церкви обработаны филенчатыми пилястрами на высоких цоколях. Верх стен украшен карнизом и узорным поясом из наклонно уложенных кирпичей. Все части церкви объединяет горизонтальная тяга, проходящая под окнами. Рельефные украшения на неоштукатуренных кирпичных стенах были окрашены в белый цвет. Внутри церковь была оштукатурена и окрашена в синий цвет. Верх стен и проёмы украшены лепниной. На стенах храма имеются фрагменты росписей. Внутреннее убранство церкви не сохранилось.